# Lajovic
-Lajovic je priimek več znanih Slovencev, ki ga je po podatkih Statističnega urada Republike Slovenije na dan 31. decembra 2007 uporabljalo 85 oseb, na dan 1. januarja 2010 pa 86 oseb.

## Znani nosilci priimka
- Albin Lajovic (1890—1964), šolnik
- Aleksander Lajovic (1920—2011), skladatelj in pedagog
- Aleš Lajovic (1951—), pevec (basist) (= jamar, leksikograf)?
- Anton Lajovic (1878—1960), skladatelj, akademik
- Boštjan Lajovic (*1962), TV-voditelj in urednik
- Dušan S. Lajovic (1925—2018), častnik, politik, diplomat in avstralski poslovnež
- Emil Lajovic (1886—1965), tovanar v Ljubljani (TUBA)
- Franci Lajovic (1894—1975), podjetnik, župan, pevec (Litija)
- Janez Lajovic (1932—2024), arhitekt, urbanist in oblikovalec
- Jure Lajovic, lutkar
- Jaro(slav) Lajovic (*1958), dr. med., prevajalec, poljudni publicist
- Ladi(slav) Lajovic (1896—1977), pravnik
- Majda Lajovic Dobravec (1931—2020), arhitektka in oblikovalka
- Marko Jožef Lajovic (1927—?), gospodarstvenik/podjetnik v Braziliji
- Miša (Milivoj) Lajovic (1921—2008), avstralsko-slov. politik, avstralski zvezni senator
- Tomi(slav) Lajovic (*1962), arhitekt
- Uroš Lajovic (*1944), dirigent
- Vid Lajovic (1917—1977), pravnik, obsojenec na Nagodetovem procesu
- Vida Vidmar Lajovic (1925—2015), umetnostna zgodovinarka in ekonomistka, gospodarstvenica, od 1980 zdravilka v Braziliji